# Matelita Buadromo
Matelita Buadromo, född 15 januari 1996, är en fijiansk simmare.
Buadromo tävlade för Fiji vid olympiska sommarspelen 2012 i London, där hon blev utslagen i försöksheatet på 100 meter bröstsim. Vid olympiska sommarspelen 2016 i Rio de Janeiro blev Buadromo utslagen i försöksheatet på 200 meter frisim.